# 安藤袈裟一

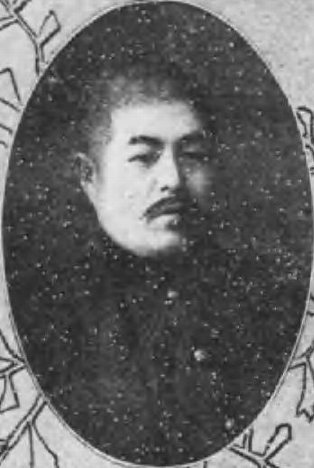
安藤袈裟一

安藤 袈裟一（あんどう けさいち、1881年（明治14年）6月 - 1931年（昭和6年）9月29日）は、朝鮮総督府官僚。従四位勲五等。

## 経歴
佐賀県出身。1912年（明治45年）、京都帝国大学法科大学法律科を卒業し、1915年（大正4年）に高等文官試験に合格した。埼玉県警部、同秩父郡長を務めた。1919年（大正8年）、朝鮮総督府事務官に転じ、黄海道警察部長、平安南道警察部長、平安北道警察部長、京畿道警察部長、鉄道局参事、忠清南道内務部長、全羅北道内務部長、京城府尹、咸鏡北道知事を歴任した。
1931年（昭和6年）9月29日、病気のため死去、50歳。死没日をもって正五位から従四位に叙される。